# BMW F650GS
BMW F650GS je motocykl německé automobilky BMW, kategorie cestovní enduro.

## Historie
Výroba modelu BMW F650 byla zahájena v roce 1993. I když postrádá pro BMW typické znaky – dvojválcový motor typu boxer, sekundární převod kloubovým hřídelem, letmo uložené zadní kolo a systém odpružení Telelever a Paralever – stal se velmi oblíbeným. Je vybaven jednoválcovým motorem Rotax a montoval se v Itálii na výrobních linkách firmy Aprilia, kde se vyráběly i modely Aprilia Pegaso.
V roce 2000 byl uveden model BMW F650GS, který se už nevyrábí v Itálii, ale v Berlíně, je vybaven novým motorem Rotax o objemu 650 cm³, který byl vyvinut speciálně pro tento model. Palivová nádrž je umístěna pod sedlem. Varianta Dakar je určena pro ty, kteří mají terénní ambice.

## Technické parametry
- Rám: dvojitý ocelový
- Suchá hmotnost: 176 kg
- Druh kol: jednoduchá drátová
- Ráfky: Přední 2,50×19, zadní 3,00×17
- Nejvyšší rychlost: 171 km/h
- Spotřeba paliva:

## Změny
- 1993 – model BMW F650
- 2000 – model BMW F650GS

## Galerie

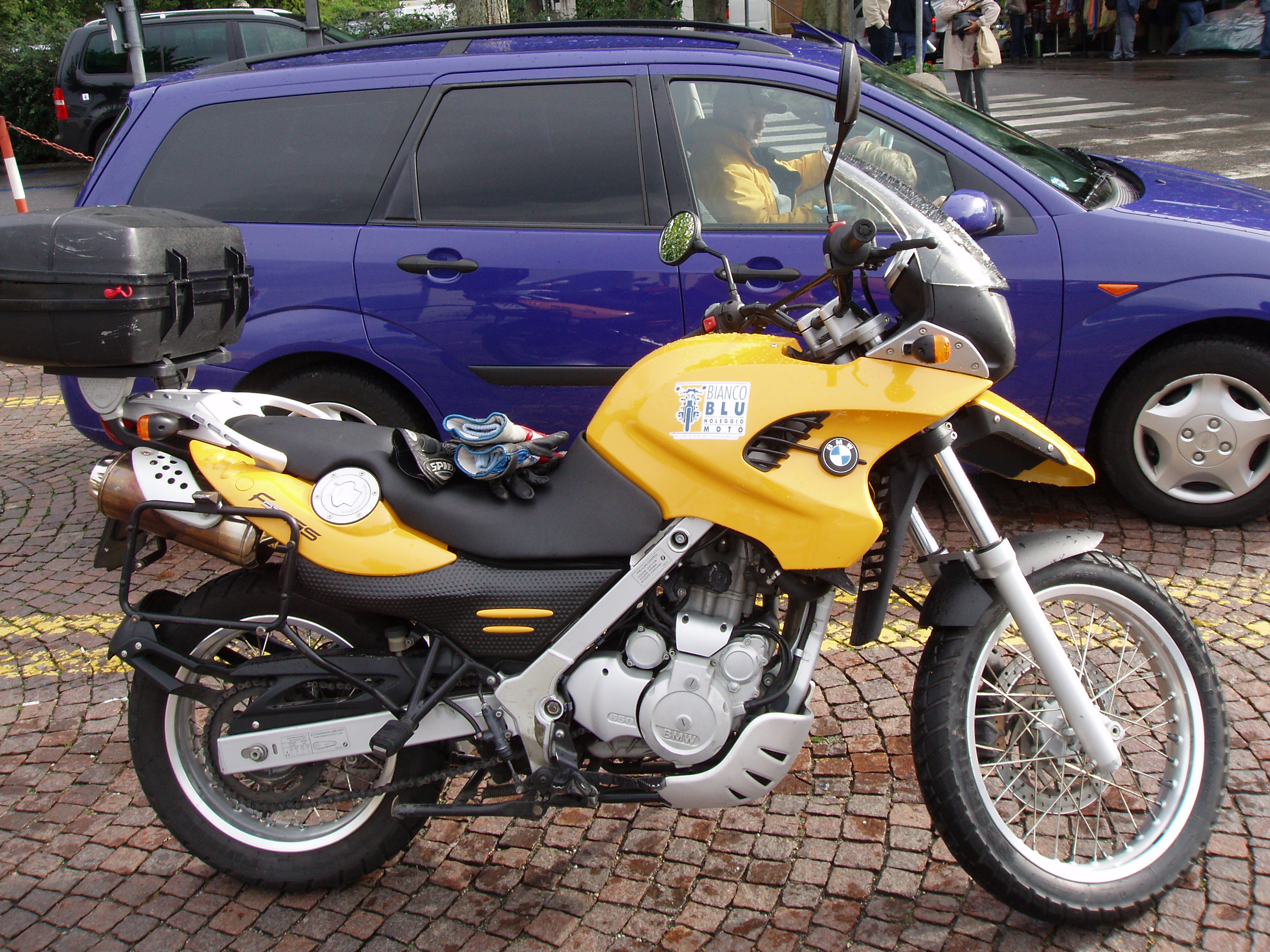
F 650 GS (2004) – žlutá
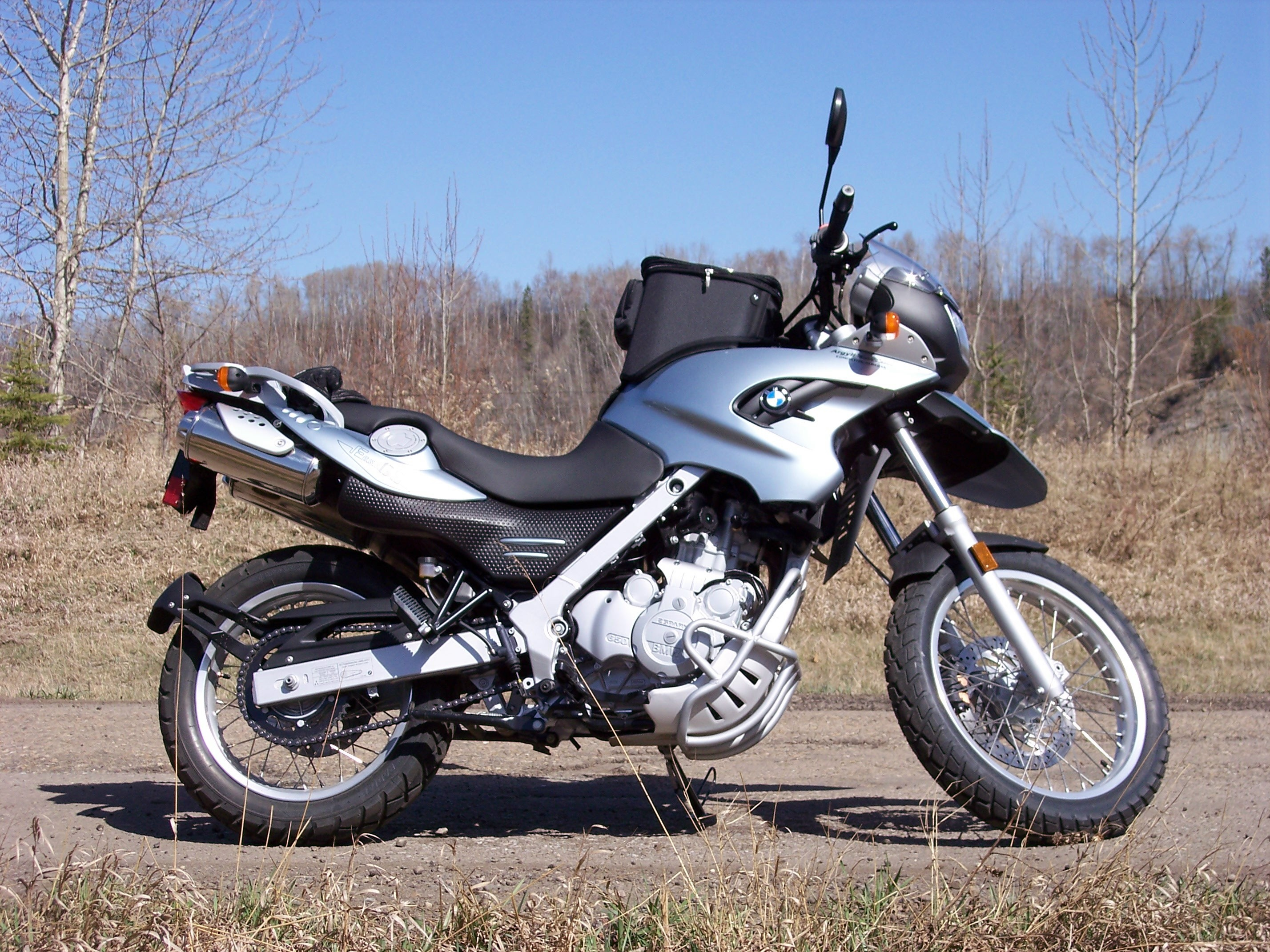
F 650 GS (2006) – stříbrná
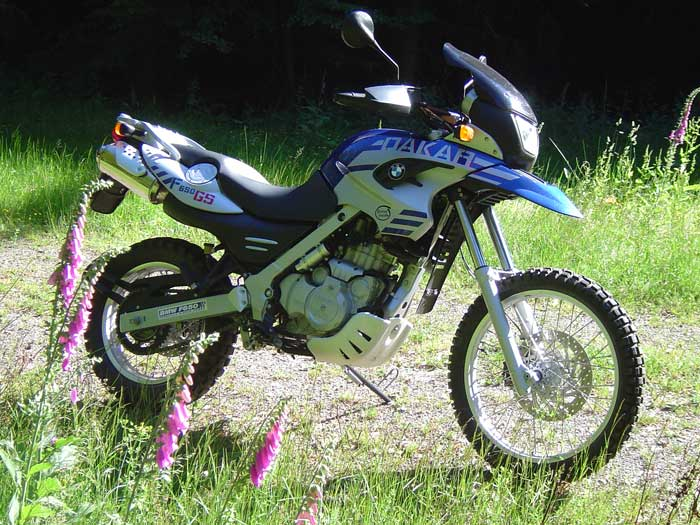
F 650 GS Dakar
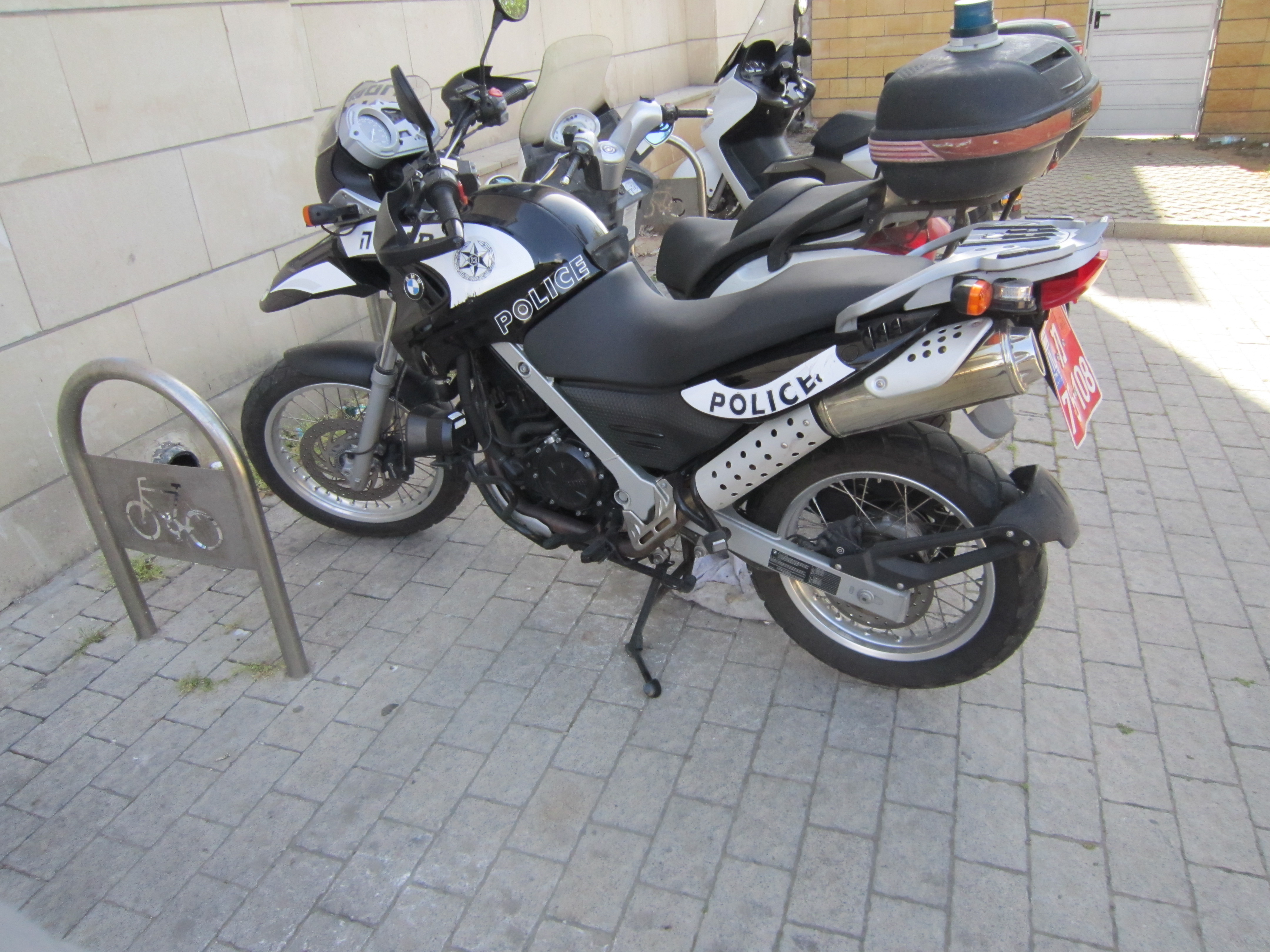
F 650 GS – izraelská policie
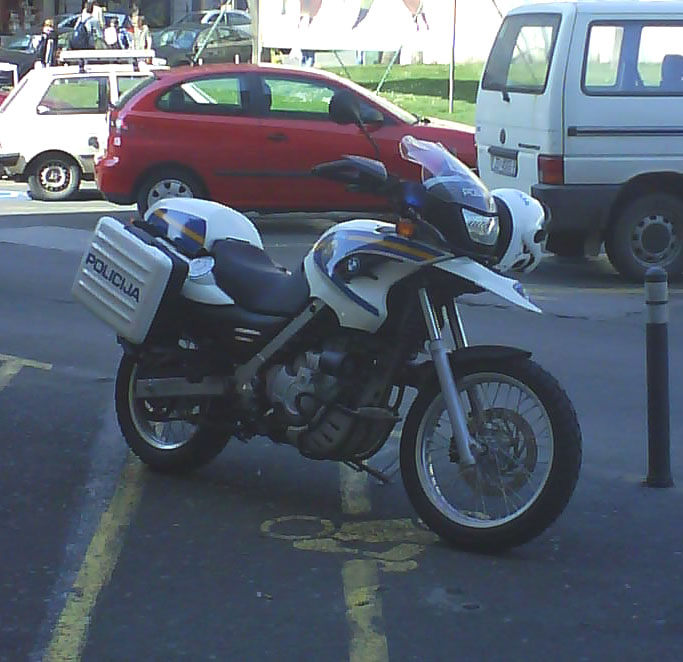
F 650 GS – chorvatská policie
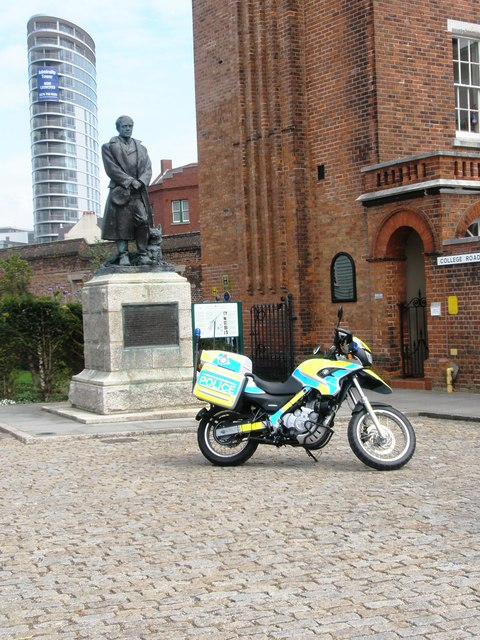
F 650 GS – britská policie